# 世界で一番美しい瞬間
『世界で一番美しい瞬間（とき）』（せかいでいちばんうつくしいとき）は、NHK BSプレミアムで2014年4月10日から2016年3月30日まで放送された紀行番組である。

## 概要
その時期に行かなければ見る事のできない絶景や特別な瞬間を待つ人々を取り上げる。世界各地の、その場所が最も美しく輝く瞬間とそこに暮らす人々を探し、そのときを待つ人、生きる人の物語を紡いでいく。映像の美しさにこだわり、映画撮影に使われるカメラを使用することもあるという。
本放送開始前の3月29日には『世界で一番美しい瞬間（とき）「プロローグ」』が、4月5日には『ザ・プレミアム 世界で一番美しい瞬間（とき）スペシャル「春 花咲くとき」』が放送された。この番組のダイジェスト版として、約10分間の短縮バージョン（10min.バージョン）も放送された。
2014年度は、各地のNHKアナウンサーの取材を交えながら紹介したが、2015年度は、声優の森川智之が「案内人」としてナレーションを務めた。
2016年度から総合テレビで2015年度分の再放送を開始。

## 放送時間
2014年度
- 本放送：木曜 21:00 - 21:50
- 再放送：次週木曜 8:00 - 8:50

2015年度
- 本放送：水曜 22:00 - 22:50
- 再放送：次週水曜 8:00 - 8:50

2016年度（2015年度の再放送）
- 金曜 15:10 - 16:00（近畿地方は除く）

## 放映リスト
| タイトル                                           | 放送日                       | リポーター                   | 語り               |
| -------------------------------------------------- | ---------------------------- | ---------------------------- | ------------------ |
| 「プロローグ」                                     | 2014年3月29日 19:30 - 20:00  |                              | 有働由美子         |
| スペシャル「春 花咲くとき」                        | 2014年4月5日 19:30 - 21:30   | 出田奈々、黒田信哉           | 真下貴、有働由美子 |
| 純白のドレス舞う瞬間 オーストリア・ウィーン        | 2014年4月10日 21:00 - 21:50  | 出田奈々                     | 真下貴             |
| ノルウェー ロフォーテン諸島                        | 2014年4月17日 21:00 - 21:50  | 山田大樹                     | 有働由美子         |
| 幻想のカーニバル イタリア・ベネチア                | 2014年4月24日 21:00 - 21:50  | 和久田麻由子                 | 真下貴             |
| 白いアーモンドの花咲く瞬間 シチリア島              | 2014年5月1日 21:00 - 21:49   | 出田奈々                     | 真下貴             |
| 星降る村“天の川”輝く瞬間 ニュージーランド・テカポ  | 2014年5月8日 21:00 - 21:49   | 中村慶子                     | 真下貴             |
| 大地が黄金に輝く瞬間 中国雲南省・羅平              | 2014年5月15日 21:00 - 21:49  | 黒田信哉                     | 有働由美子         |
| 満開のとき チューリップに思い託して オランダ       | 2014年5月22日 21:00 - 21:49  | 酒井博司                     | 有働由美子         |
| 満月の夜 祈りのとき ブータン・パロ                 | 2014年5月29日 21:00 - 21:49  | 小宮山晃義                   | 有働由美子         |
| 聖なる地へ 祈り歩くとき スペイン・カミーノ         | 2014年6月5日 21:00 - 21:49   | 出田奈々                     | 真下貴             |
| 大草原が萌(も)ゆるとき チェコ 南モラビア           | 2014年6月12日 21:00 - 21:49  | 岩槻里子                     | 真下貴             |
| 娘たちが花になるとき ポルトガル・マデイラ島        | 2014年7月3日 21:00 - 21:49   | 出田奈々                     | 真下貴             |
| 真珠の海に帆をあげるとき～UAE・ドバイ～            | 2014年7月17日 21:00 - 21:49  | 酒井博司                     | 有働由美子         |
| 希望の夕日 想（おも）いこめるとき ニューヨーク     | 2014年7月24日 21:00 - 21:49  | 赤松俊理                     | 有働由美子         |
| ロマンチック街道の“宝石”輝くとき ローテンブルク    | 2014年7月31日 21:00 - 21:49  | 出田奈々                     | 真下貴             |
| スペシャルコレクション「花をめぐる世界旅」         | 2014年8月7日 21:00 - 22:00   | 出田奈々、黒田信哉、酒井博司 | 真下貴、有働由美子 |
| 神々の島 想(おも)い届ける瞬間 バリ                 | 2014年8月14日 21:00 - 21:49  | 出田奈々                     | 真下貴             |
| アンデス 荒野が黄金に染まるとき ペルー ルカナス村  | 2014年8月21日 21:00 - 21:49  | 黒田信哉                     | 有働由美子         |
| ツール・ド・フランスが運ぶ美しい瞬間               | 2014年8月28日 21:00 - 21:49  | 一柳亜矢子                   | 真下貴             |
| 愛と希望の光が灯るとき スロベニア ブレッド湖       | 2014年9月11日 21:00 - 21:49  | 久保田祐佳                   | 真下貴             |
| 香りの女王に包まれるとき フランス・プロヴァンス    | 2014年9月18日 21:00 - 21:49  | 出田奈々                     | 真下貴             |
| 美しき広場が愛の花で彩られるとき ブリュッセル      | 2014年10月9日 21:00 - 21:49  | 青井実                       | 有働由美子         |
| 恵みの潮が巡るとき フランス モン・サン・ミシェル   | 2014年10月23日 21:00 - 21:49 | 内藤裕子                     | 真下貴             |
| パリ 秘密の扉が開くとき                            | 2014年11月13日 21:00 - 21:49 | 雨宮萌果                     | 真下貴             |
| スペシャル「ヨーロッパ大紀行 実りの秋 収穫のとき」 | 2014年11月15日 21:00 - 22:30 | 小宮山晃義、與芝由三栄       | 有働由美子、真下貴 |
| 人間の塔 心が一つになるとき スペイン               | 2014年11月20日 21:00 - 21:49 | 黒田信哉                     | 有働由美子         |
| 赤毛のアンの島 紅葉のときめき カナダ               | 2014年11月27日 21:00 - 21:49 | 桑子真帆                     | 真下貴             |
| 満月に祈りの灯をともすとき ミャンマー・バガン      | 2014年12月4日 21:00 - 21:49  | 中澤輝                       | 有働由美子         |
| 黄金の丘 輝くとき フランス・ブルゴーニュ           | 2014年12月11日 21:00 - 21:49 | 小宮山晃義                   | 有働由美子         |
| 美しき田園 実りのとき イタリア トスカーナ地方      | 2014年12月18日 21:00 - 21:49 | 與芝由三栄                   | 真下貴             |
| クリスマス・スペシャル 天使が舞い降りるときドイツ  | 2014年12月25日 21:00 - 22:00 | 首藤奈知子                   | 真下貴             |
| スペシャルコレクション 魅惑のフランスへ            | 2015年1月8日 21:00 - 22:00   | 内藤裕子、出田奈々、雨宮萌果 | 真下貴、有働由美子 |
| 街が紫に染まるとき ブエノスアイレス                | 2015年1月22日 21:00 - 21:49  | 小山径                       | 有働由美子         |
| 34丁目 奇跡の光が輝くとき ボルチモア               | 2015年1月29日 21:00 - 21:49  | 出田奈々                     | 真下貴             |
| 光の祭典 魔法にかけられる夜 フランス・リヨン       | 2015年2月12日 21:00 - 21:49  |                              | 森川智之           |
| 海が割れる日 韓国・チンド                          | 2015年2月26日 21:00 - 21:49  | 黒田信哉                     | 有働由美子         |
| スペシャルコレクション 街が輝く 祭りのとき         | 2015年3月5日 21:00 - 22:00   | 出田奈々、和久田麻由子       | 有働由美子、真下貴 |
| ファッションの最高峰 輝く5日間 フランス パリ       | 2015年3月12日 21:00 - 21:49  | 中村慶子                     | 真下貴             |
| 願いのランタン 天に昇るとき 台湾 十分              | 2015年3月26日 21:00 - 21:49  | 酒井博司                     | 有働由美子         |

## 主な出演者
2014年度
- 旅人（五十音順）
  - 青井実
  - 赤松俊理
  - 雨宮萌果
  - 出田奈々
  - 岩槻里子
  - 久保田祐佳
  - 黒田信哉
  - 桑子真帆
  - 小宮山晃義
  - 小山径
  - 酒井博司
  - 首藤奈知子
  - 内藤裕子
  - 中澤輝
  - 中村慶子
  - 與芝由三栄
  - 和久田麻由子
- ナレーション
  - 有働由美子（旅人が男性の時）
  - 真下貴（旅人が女性の時）

2015年度
- ナレーション：森川智之

## 音楽
- 阿部海太郎